# Клуж-Напоцький тролейбус
Клуж-Напоцький — тролейбусна мережа в місті Клуж-Напока в Румунії. Відкрита 7 листопада 1959 року.

## Історія
Перші ідеї щодо тролейбусної лінії в Клуж-Напоці датується 1936 роком, а в 1957 році була ще одна пропозиція щодо будівництва двох ліній.
7 листопада 1959 року було урочисто відкрито 5,6 км мережі (сучасна лінія 4), працювало 6 тролейбусах ТВ2Е. У 1960 році було 20 тролейбусів цього типу, а в грудні була запущена нинішня лінія 1 протяжністю 7 км. До 1967 року було 36 км дротів, 90 тролейбусів. З 1970-х років тролейбуси TV2E поступово були замінені моделями TV20E та DAC 112E.
Між 1985 і 1987 роками, через брак нафтопродуктів, мережа пережила новий період розвитку, друге депо було відкрито в районі Георгієні. Після 1989 року деякі маршрути були закриті, але мережа залишалася другою за величиною в Румунії у 2004 році.

## Лінії
Налічується 12 денних та 2 нічних маршрути (позначені як N):
- 1: Str. Bucium — Piața 1 Mai
- 2: Str. Izlazului — Gară
- 3: Str. Unirii — Gară
- 4: Str. Aurel Vlaicu — Gară
- 4N: Str. Aurel Vlaicu — Gară
- 5: Gară — Str. Traian Vuia (через аеропорт)
- 5N: Gară — Str. Traian Vuia (через аеропорт)
- 6: Str. Bucium — Str. Aurel Vlaicu
- 7: Str. Izlazului — Str. Aurel Vlaicu
- 8: Piața Mihai Viteazul — Str. Traian Vuia
- 10: Str. Unirii — Bd. Muncii
- 14: Str. Izlazului — Piața Mărăști — Bd. Muncii
- 23: Piața Mihai Viteazul — Str. Paris — Bd. Muncii
- 25: Str. Unirii — Bd. N. Titulescu — Str. Bucium — Bd. 21 decembrie 1989 — Iulius Mall — Str. Unirii
- 25N: Str. Unirii — Bd. N. Titulescu — Bd. 21 decembrie 1989 — Str. Bucium — Bd. 21 decembrie 1989 — Piata Cipariu — Bd. Nicolae Titulescu — Str. Unirii

## Рухомий склад
- Irisbus Agora
- Astra-Irisbus Citelis 18M (T)
- Irisbus Citelis 12M